# ماری دنارنائود
ماری دنارنائود (فرانسوی: Marie Denarnaud‎؛ زاده ۳۰ اوت ۱۹۷۸) بازیگر فرانسوی است.
از فیلم‌هایی که وی در آنها نقش داشته‌است می‌توان به ماری کوری: جسارت دانش، غوطه‌ور، پرندگان زندان و قبول شده اشاره کرد.